# Hexadecimální editor

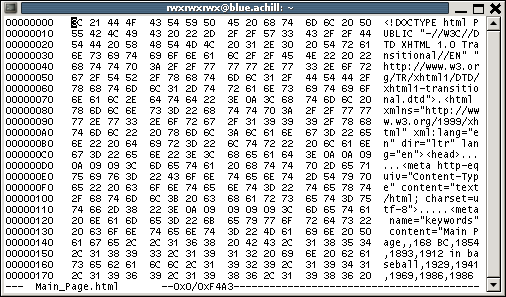
Běžný hexadecimální editor

Hexadecimální editor či binární editor je editor určený k editaci binárních dat v souborech, případně přímo v některém sektoru na disku (např. MBR). V binárních souborech jsou data v osmibitových bajtech, které obyčejný textový editor interpretuje jako znaky ASCII. Některé ASCII znaky jsou však řídicí (například CR – odřádkování nebo DEL – odmazání znaku) a jejich zobrazení by v situaci, kdy cílová interpretace číselných hodnot má být jiná než znaky ASCII, bylo na škodu přehlednosti. Hexadecimální editor používající šestnáctkovou soustavu může zobrazovat každý bajt jako dvojici čitelných šestnáctkových číslic (00 až FF16). Pevná délka zobrazení pouhými dvěma znaky umožňující pevné zarovnání je oproti až třem znakům v případě desítkové soustavy (0 až 25510) výrazně přehlednější, navíc umožňuje snadný převod do dvojkové soustavy nebo interpretování jednotlivých nibblů.